# Фирма
 Тази статия е за юридическото понятие.  За стопанските организации вижте Предприятие.  
Фирма (от латински: firmāre, „дамга“, „подпис“, „отпечатък“) е термин в търговското право за наименованието, под което търговците извършват своята дейност.

## Понятие
Легално определение на „фирма“ дава Търговският закон в чл. 7, ал. 1, в който се посочва, че фирмата е наименованието, под което търговецът упражнява занятието си и се подписва. Фирмата се определя от този, който ще извършва търговската дейност – едноличен търговец или търговско дружество, а при дружествата с държавно или общинско участие – от органа, който ги е образувал.
От Търговския закон може да се направят следните изводи.
- Всеки търговец има фирма. Недопустимо е извършването на търговска дейност от търговеца, без да има фирма. Тя е негов основен индивидуализиращ белег, който го отличава от всички други търговци.
- Фирмата трябва да е уникална, т.е. недопустимо е в страната да има друг търговец със същата фирма. С въвеждането на електронния търговски регистър възможността от дублиране на наименованието е премахната.
- Търговско предприятие не може да има повече от една фирма.
- Търговецът използва фирмата при сключване на търговски сделки. Ако при сключване на търговска сделка търговецът използва личното си име (ако е едноличен търговец) това не води до недействителност на сделката. Същото важи, ако физическото лице при сключването на гражданска сделка използва фирмата си – това не трансформира сделката в търговска.
- Фирмата може да не съвпада с търговската марка. Търговецът задължително трябва да има фирма, но не и търговска марка. Разликата е и в правния режим (търговската марка се регламентира от нормите на Закона за търговските марки и промишлените образци, а не от Търговския закон), в различния режим на регистрацията (търговската марка се регистрира в Института за изобретения и рационализации и правото на фирма е безсрочно право, а на търговска марка – не. Правото на търговска фирма е субективно право на търговеца и той може да го защитава по частноправен и публичноправен ред.
- Фирмата може да бъде идентична или сходна със защитената марка, само ако търговецът има права върху нея.

## Прехвърляне
Фирмата на едноличен търговец може да бъде прехвърлена на друго лице заедно с дейността ѝ по член 60 от Търговския закон. При прехвърлянето след името на вече записания търговец (пр.: „Ало – Иван Иванов“) се вписва името на новия собственик (с цел след време предният при желание да отвори пак едноличен търговец да може да си ползва името, пр.: „Ало – Иван Иванов – Марина Маринова“). С нотариално заверени документи за прехвърляне се отива както следва: съд за пререгистрация; БУЛСТАТ; НОИ; данъчни служби, като само се презаверяват документите на фирмата. Същото става, ако има издадени от ХЕИ, ДВСК и други разрешителни на името на тази фирма за даден обект (ако обектът се прехвърли с фирмата).